# José María Bottaro
José María Bottaro (San Pedro, Estado de Buenos Aires; 24 de octubre de 1859 – Buenos Aires, Argentina; 11 de mayo de 1935) fue un religioso franciscano. Era hijo de Esteban Bottaro y de Maria Hers, ambos inmigrantes gibraltareños. 

## Semblanza
Vistió el hábito franciscano en el convento de Buenos Aires donde adquirió el nombre de José María, dado que su nombre de pila era Rafael, el 6 de mayo de 1881. Al año siguiente hizo la profesión de votos simples y tres años después la de los votos solemnes. Fue ordenado sacerdote el 24 de septiembre de 1886. 
En Mons. Bottaro se realiza la tradicional Trilogía de la vida de todo religioso y también de todo sacerdote del Señor, a saber: Virtud, Ciencia y Disciplina.

## Cargos
- Maestro de novicios en el convento de Buenos Aires.
- Maestro de coristas en el convento de Córdoba.
- Bibliotecario del convento de Buenos Aires.
- Vicario en el convento de Buenos Aires.
- Guardián del mismo en tres periodos.
- Guardián de los conventos de Santa Fe y Aarón Castellanos.
- Profesor de Filosofía, Teología y Derecho canónico en el convento de Buenos Aires.
- Definidor provincial en varios periodos.
- Bajo los auspicios de la tercera orden funda en Buenos Aires en 1899 la revista mensual “El Terciario Franciscano” y “El plata seráfico”
- Ministro Provincial en tres periodos.
- Visitador General en Chile tres veces y en el Perú dos.
- Definidor general dos veces, en 1905 y en 1911, esta última, por decreto de la Santa Sede, Delegado General en México durante cuatro años.
- Delegado Apostólico ante el gobierno de México.

Era aún provincial por tercera vez cuando a pedido del gobierno de la Nación su Santidad Pío XI lo preconizo Arzobispo de Buenos Aires, siendo el V Arzobispo de Buenos Aires, primer Arzobispo Religioso de la arquidiócesis, el 9 de octubre de 1926. 
Falleció santamente el 11 de mayo de 1935. Sus restos descansan en la Catedral Metropolitana de Buenos Aires a los pies del calvario.
El 11 de mayo de 2007 se inauguró un museo en el convento San Francisco de Buenos Aires, llevando el nombre de: Museo Franciscano "Monseñor Fray José María Bottaro" en su memoria y honor. Asimismo en su ciudad natal San Pedro (Buenos Aires), el museo histórico regional como una calle llevan su nombre para recordarlo como un hijo pródigo.